# Кулевча (станція)
Куле́вча — проміжна залізнична станція 5-го класу Одеської дирекції Одеської залізниці на лінії Одеса-Застава I — Арциз між станціями Кантемир (18 км) та Сарата (22 км). Розташована в однойменному селі Білгород-Дністровського району Одеської області.

## Історія
Станція відкрита 1913 року в складі дільниці Білгород-Дністровський — Ізмаїл.

## Пасажирське сполучення
До березня 2017 року курсував пасажирський поїзд Білгород-Дністровський — Ізмаїл. Наприкінці березня 2017 року на станції призначалася тарифна зупинка нічному пасажирському поїзду «Дунай» сполученням Київ — Ізмаїл (наразі поїзд тимчасово скасований з 2022 року).